# Georg von Schimpff

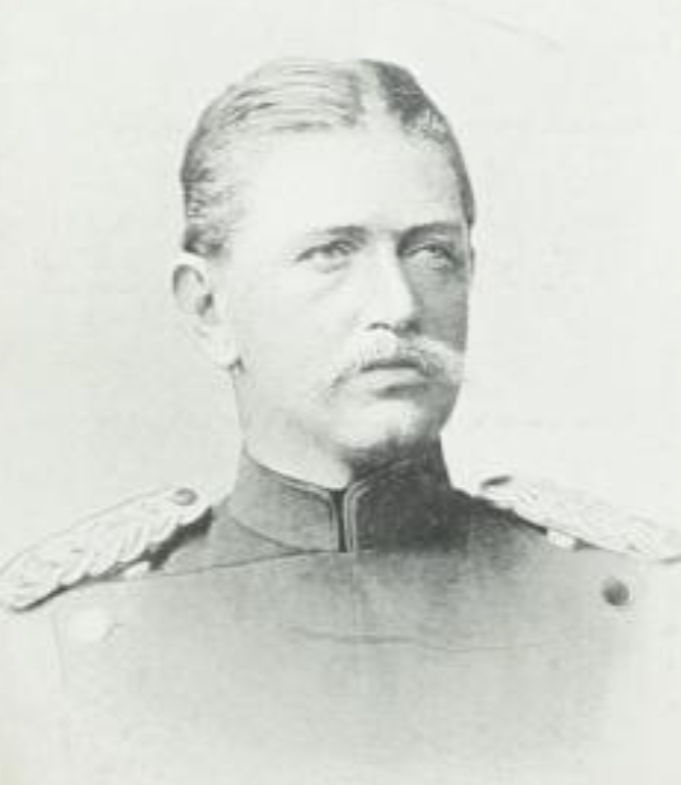
Georg von Schimpff, 1867

Hans Georg August von Schimpff (* 2. April 1843 in Leipzig; † 17. Oktober 1913 in Langebrück) war ein sächsischer Offizier und Schriftsteller.

## Leben

### Herkunft
Georg von Schimpff entstammte einer ursprünglich bürgerlichen Familie aus Thüringen und war ein Enkel des schwarzburg-rudolstädtischen Hofrates Otto Schimpff (1782–1859) und dessen Ehefrau Luise, geborene von Kospoth (1781–1849). Dieser wurde mit dessen Bruder Franz Ludwig (1785–1837) am 20. Oktober 1810 in den erblichen schwarzburgischen Adelsstand erhoben. Er war zudem ein Sohn des sächsischen General der Infanterie Bernhard von Schimpff und dessen Ehefrau Lony Gräfin von Kospoth (1811–1899). Er hatte einen Bruder, Erich, welcher im Alter von vier Jahren verstarb.

### Karriere
Georg von Schimpff trat 1858 in das Kadettenkorps der sächsischen Armee ein und wurde nach vieljähriger Erziehung 1861 als Fähnrich dem 3. Reiter-Regiment übergeben. Am 30. Juni des Jahres avancierte er zum Leutnant. Er verbrachte die folgenden Jahre im Regiment und beteiligte sich am Krieg gegen Preußen. Er wurde als Adjutant beim Armee-Korps-Kommando verwendet und wurde 1867 in den königlich-sächsischen Generalstab versetzt, wo am 14. Februar 1867 seine Beförderung zum Oberleutnant erfolgte. Er diente die nächsten zwei Jahre in der taktischen Abteilung und kehrte 1869 in den Truppendienst unter Verwendung beim Garde-Reiter-Regiment zurück. Er nahm nach Ausbruch des Krieges gegen Frankreich mit seinem Regiment an den Kampfhandlungen teil und wurde für seine Verdienste u. a. mit dem Eisernen Kreuz II. Klasse sowie als Adjutant beim Generalkommando mit dem Ritterkreuz des Militär-St.-Heinrichs-Ordens ausgezeichnet. Nach Kriegsende erfolgte am 21. Juni 1872 seine Beförderung zum Hauptmann und Eskadronschef beim Regiment. Er wurde 1874 zum Großen Generalstab nach Berlin abkommandiert, wo er die nächsten drei Jahre verbrachte. Unmittelbar darauf wurde er der Kavallerie-Division zugeteilt. Nachfolgend avancierte er am 1. April 1881 zum Major und wurde dem sächsischen König als Flügeladjutant zugeteilt. In dieser Eigenschaft stieg er am 1. April 1887 zum Oberstleutnant auf. Er wurde 1889 zum Regimentskommandeur des Ulanen-Regiment „Kaiser Franz Josef von Österreich, König von Ungarn“ (1. Königlich Sächsisches) Nr. 17 ernannt und stieg in dieser Eigenschaft am 20. März 1890 zum Oberst auf. Unter Genehmigung seines Abschiedsgesuches wurde er am 3. Mai 1892 zur Disposition gestellt.
Im Ruhestand tätigte er sich als Schriftsteller. 1902 wurde er mit dem persönlichen Rang in Gruppe 2 der Klasse II. der Hofrangordnung verliehen. Er fungierte u. a. auch als Kämmerer des sächsischen Königs. Sein Nachfolger in diesem Amt war der sächsische Generalleutnant Friedrich Georg von Criegern.

### Familie
Er heiratete 1871 in Dresden Anna Gottfriede von Müller (* 1852 in Pegau), mit der er zwei Töchter und zwei Söhne bekam. Seine Ehefrau war die ältere Schwester des sächsischen Generals der Kavallerie und Generaladjutant des sächsischen Königs, des Freiherrn Ludwig von Müller, sowie die jüngere Schwester von Luise von Müller (* 1850 in Pegau; † 1935 in Burgkemnitz), die 1870 in Dresden den Freiherrn Hans Bodo von Bodenhausen (1841–1921) heiratete. Jener war Familienfideikommissherr auf Burgkemnitz, preußischer Landrat, Kammerherr und Rittmeister a. D.

## Werke
- Geschichte des Kgl. Sächs. Garde-Reiter-Regiments. Wilhelm Baensch Buchhandlung, 1880 (Digitalisat)
- Geschichte des 2 königl. sächs. Ulanen-Regiments Nr. 18. Edelmann, 1887
- König Albert Fünfzig Jahre Soldat. Wilhelm Baensch Buchhandlung, 1893 (Digitalisat)
- Die ersten kursächsischen Leibwachen zu Roß und zu Fuß und Ihre Geschichte. Wilhelm Baensch Buchhandlung, 1893 (Digitalisat) (Hrsg.)
- 1813: Napoleon in Sachsen. Wilhelm Baensch, 1894 (Digitalisat)
- König Albert und das edle Waidwerk. Baensch, 1895
- Aus dem Leben der Königin Carola von Sachsen. Mittler, 1898 (Digitalisat)
- Prinz Georg von Sachsen. Höckner, 1899